# Football Club Vestsjælland
Maillots
Le FC Vestsjælland, aussi surnommé FCV Vikings, est un club de football danois basé à Slagelse. Il a été fondé en 2008 et a disparu en 2015.

## Historique
- 2008 : le club omnisports Slagelse B&I lance une équipe professionnelle de football, baptisée FC Vestsjælland
- 2013 : le FC Vestsjælland termine second de 1st division et se trouve promu pour la première fois en Superliga, l'élite du football danois
- 2015 : le FC Vestsjælland est déclaré en faillite et le club est dissout le 9 décembre

## Palmarès
- Coupe du Danemark
  - Finaliste : 2015

- Championnat du Danemark de deuxième division
  - Vice-champion : 2013